# حكومة إبراهيم هاشم الرابعة
حكومة إبراهيم هاشم الرابعة هي الحكومة السادسة والثلاثون من حكومات المملكة الأردنية الهاشمية. شكّل إبراهيم هاشم الحكومة في 1 يوليو 1956م، بتكليف من ملك الأردن الحسين بن طلال. وقد حلّت الحكومة في 27 أكتوبر 1956.

## الحكومة
| # | الاسم                   | المهام الوزارية                  |
| - | ----------------------- | -------------------------------- |
| 1 | دولة السيد ابراهيم هاشم | رئيسا للوزراء                    |
| 2 | السيد انور النشاشيبي    | وزير الاشغال العامة              |
| 3 | السيد عمر مطر           | وزير الداخلية والدفاع            |
| 4 | السيد بشارة غصيب        | وزير المالية والزراعة            |
| 5 | السيد سعيد علاءالدين    | وزير الاقتصاد الوطني والتعليم    |
| 6 | الدكتور جميل التوتنجي   | وزير الصحة والشؤون الاجتماعية    |
| 7 | السيد سمعان داؤود       | وزير الانشاء والتعمير والمواصلات |
| 8 | السيد عوني عبدالهادي    | وزير لخارجية ووزيرا للعدلية      |

## وصلات خارجية
- موقع رئاسة الوزراء